# Joel Grey

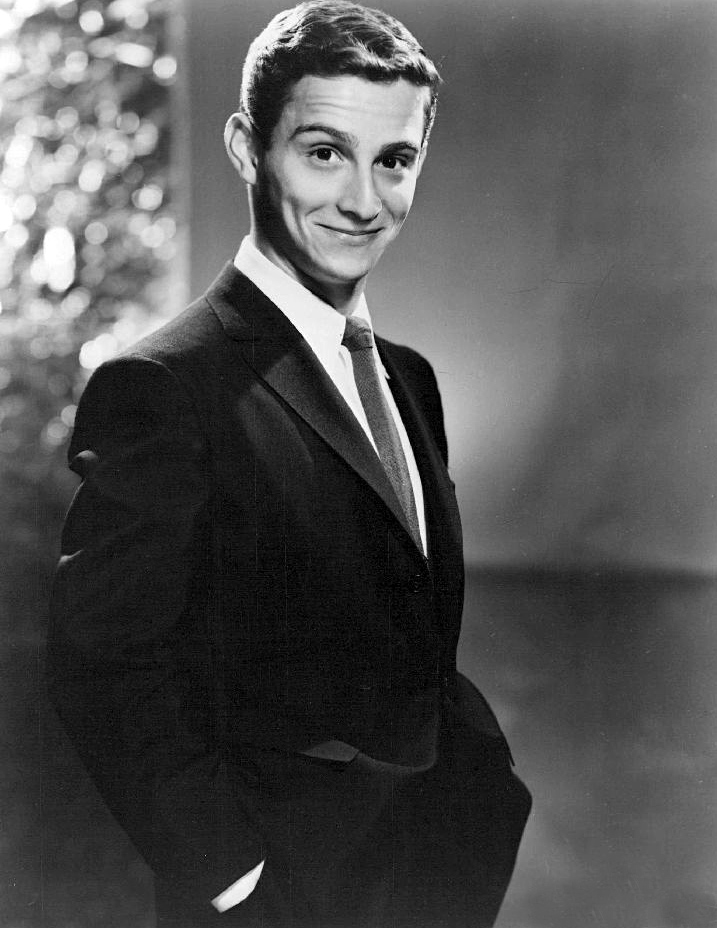
Joel Grey u progu kariery aktorskiej (1955)

Joel Grey, właśc. Joel David Katz (ur. 11 kwietnia 1932 w Cleveland) – amerykański aktor i reżyser.

## Życiorys
Jego ojcem był aktor, klarnecista i reżyser Mickey Katz, a jego córką jest aktorka Jennifer Grey.
Zyskał uznanie rolą konferansjera w broadwayowskim musicalu "Kabaret", za którą otrzymał Nagrodę Tony. Zdobył także Oscara dla aktora drugoplanowego za tę samą rolę w filmowej wersji Kabaretu z 1972 r. w reżyserii Boba Fosse'a.
W styczniu 2015 roku w wieku 82 lat, dokonał coming outu jako gej.

## Filmografia
- 1957: Calypso Heat Wave – Alex Nash
- 1961: Kiedy nadejdzie wrzesień (Come September) – Beagle
- 1972: Kabaret (Cabaret) – mistrz ceremonii
- 1974: Człowiek na huśtawce (Man on a Swing) – Franklin Wills
- 1976: Obsesja Sherlocka Holmesa (The Seven-Per-Cent Solution) – Lowenstein
- 1976: Buffalo Bill i Indianie (Buffalo Bill and the Indians, or Sitting Bull's History Lesson) – Nate Salibury
- 1985: Remo: Nieuzbrojony i niebezpieczny (Remo Williams: The Adventure Begins) – Chiun
- 1991: Kafka – Burgel
- 1993: Magia przypadku (The Music of Chance) – Willy Stone
- 1994: Niebezpieczeństwo (The Dangerous) – Flea
- 1995: Wschodząca Wenus (Venus Rising) – Jimmie
- 1996: The Empty Mirror – Joseph Goebbels
- 1996: My Friend Joe – Simon
- 1999: Opowieść wigilijna (A Christmas Carol) – duch minionych świąt Bożego Narodzenia
- 2000: Zaślepieni (The Fantasticks) – Amos Babcock Bellamy
- 2000: Tańcząc w ciemnościach (Dancer in the Dark) – Oldrich Novy
- 2008: Udław się (Choke) – Phil

## Nagrody
- Nagroda Akademii Filmowej 1973: Kabaret (Najlepszy Aktor Drugoplanowy)
- Złoty Glob 1973: Kabaret (Najlepszy Aktor Drugoplanowy)
- Nagroda BAFTA 1973: Kabaret (Najlepiej zapowiadający się aktor)